# Sōkan
Sōkan (僧官) è il sistema giapponese di classificazione del clero buddista. Ci sono tre gradi, conosciuti collettivamente come Sōgō (僧綱), che comprendono dieci categorie o livelli, seguiti da una serie di titoli conosciuti collettivamente come sōi (僧位). Ciascuno dei tre ranghi è conosciuto da una forma ridotta; monaci o sacerdoti sono spesso indicati dal loro grado, piuttosto che dal loro titolo specifico.
Il primo grado, sōjo , è composto da tre livelli:
- Dai-sōjō (大僧正)
- Sōjō (僧正)
- Gon-sōjo (権僧正)

Il secondo grado, sōjo , ha quattro livelli:
- Dai-sōzu (大僧都)
- Gon-dai-sōzu (権大僧都)
- Shō-sōzu (小僧都)
- Gon-shō-sōzu (権小僧都)

Il terzo rango, risshi , contiene tre livelli:
- Dai-risshi (大律師)
- Chū-risshi (中律師)
- Gon-risshi (権律師)

Quei monaci potrebbero quindi guadagnare i seguenti titoli, noti come sōi :
- Hōin (法印) - Sigillo della Legge per il grado sōjo
- Hōgen (法現) - Occhio della Legge per il grado sōzu
- Hokkyō (法橋) - Ponte della Legge per il rango risshi

## Nelle società civile
A partire dal XI secolo, la corte imperiale giapponese iniziò ad assegnare agli scultori buddisti gradi e titoli che precedentemente erano riservati ai monaci; questa pratica dal XV secolo fu allargata ad altri settori della società civile e questi titoli vennero assegnati anche ad altre categorie come studiosi, guerrieri e agli artisti più meritevoli. I tre titoli più alti ad essi riservati erano:
- Hōin (法印) - Sigillo della Legge
- Hōgen (法現) - Occhio della Legge
- Hokkyō (法橋) - Ponte della Legge